# Prehistoric Planet
Prehistoric Planet (Planeta prehistórico en español) es un programa de televisión por internet documental sobre dinosaurios estrenada en la plataforma Apple TV+ a partir del 23 de mayo de 2022. Producido por la Unidad de historia natural de la BBC, con Jon Favreau como productor ejecutivo, efectos visuales de Moving Picture Company, y narrado por el historiador natural David Attenborough.
El documental sigue a dinosaurios recreados con imágenes generadas por computadora, que vivieron alrededor del globo en el periodo Cretácico superior, hace 66 millones de años durante el Maastrichtiense. Representa dinosaurios utilizando investigaciones paleontológicas recientes, tales como dinosaurios con plumas. Hans Zimmer compuso la banda sonora junto a Anze Rozman y Kara Talve, con el tema principal siendo compuesto por Zimmer y Andrew James Christie. Es la primera serie documental importante sobre dinosaurios por la BBC desde Planet Dinosaur en 2011, y la tercera a nivel general (siendo la primera Walking with Dinosaurs de 1999). Prehistoric Planet ha recibido elogios por parte de la crítica por sus efectos visuales, representación de dinosaurios y la narración de Attenborough.

## Antecedentes y producción
Según el paleontólogo y asesor Steve Brusatte, la serie había estado en desarrollo "una década" antes del estreno del tráiler. El 8 de mayo de 2019, Deadline informó que Apple había ordenado una nueva serie documental hecha por BBC titulada Prehistoric Planet, producida por Jon Favreau. Una banda sonora original fue compuesta por Hans Zimmer.
La serie utiliza investigaciones paleontológicas recientes para describir animales del Cretácico con rigor científico; por ejemplo, algunas especies presentadas están cubiertas de plumas, como los Tyrannosaurus rex juveniles. El paleozoólogo Darren Naish y el ilustrador científico Gabriel Ugueto fueron consultados para las representaciones de la vida prehistórica de la serie, junto a otros. El arte conceptual y diseño de los animales estuvo a cargo de Jellyfish Pictures, mientras las imágenes generada por computadora fueron desarrolladas por Moving Pictures Company, con la intención de ser fotorrealistas, al igual que sus producciones previas El libro de la selva (2016) y El rey león (2019).
Un primer adelanto fue publicado en el canal oficial de YouTube de Apple TV+ el 2 de abril de 2022, junto a un tráiler, con una fecha de emisión del 23 de mayo fijada para el primer episodio. Un adelanto de diez segundos fue lanzado el 19 de abril de 2022, seguido de un avance oficial al día siguiente. Un segundo tráiler fue lanzado el 19 de mayo de 2022, antes del estreno del programa.
Después de su lanzamiento, se reveló que los consultores de la serie además de Darren Naish fueron Steve Brusatte, Alexander Farnsworth, Kiersten Formoso, Michael Habib, Scott Hartman, John R. Hutchinson, Luke Muscutt, Peter Skelton, Robert Spicer, Paul Valdes y Mark Witton. También se reveló que David Krentz, director de Dinosaur Revolution y diseñador de personajes en Dinosaurio de Disney, estuvo involucrado en el desarrollo y diseño de criaturas. En marzo de 2023, Apple renovó la serie para una segunda temporada, cuyo estreno está previsto para el 22 de mayo de 2023. El avance de la segunda temporada se subió al canal oficial de YouTube de Apple TV+ el 18 de abril de 2023. El tráiler oficial de la segunda temporada se estrenó el 2 de mayo de 2023.

## Episodios

### Temporada 1

#### "Costas"(Coasts)
Animales que aparecen:
Alcione
Barbaridactylus
Kaikaifilu
Mosasaurus hoffmannii
Phosphatodraco
Tethydraco
Tuarangisaurus
Tyrannosaurus rex
Ammonite escafítido sin identificar
Picnodóntido sin identificar
Protostégido sin identificar
Peces, corales, camarones, rayas, calamares, medusas, tortugas y cangrejos ermitaños

#### "Desiertos"(Deserts)
Barbaridactylus
Barsboldia
Dreadnoughtus
Mononykus
Secernosaurus
Tarbosaurus
Therizinosaurus
Anquilosáurido sin identificar (posiblemente Tarchia)
Azdárquido indeterminado
Enantiornitas sin identificar
Saurópodo sin identificar (posiblemente Nemegtosaurus)
Titanosaurio indeterminado (icnofósil, identificado como "Titán mongol")
Velocirraptorino indeterminado (identificado como Velociraptor)
Lagartos, moscas, termitas, escarabajos y escorpiones

#### "Agua dulce"(Freshwater)
Beelzebufo
Deinocheirus
Masiakasaurus
Quetzalcoatlus
Triceratops
Tyrannosaurus rex
Azdárquido indeterminado
Elasmosáurido sin identificar
Saurópodo sin identificar
Velocirraptorino indeterminado (identificado como Velociraptor)
Aves, peces, dípteros hematófagos y cangrejos portunoideos

#### "Mundos de hielo"(Ice Worlds)
Antarctopelta
Edmontosaurus
Nanuqsaurus
Olorotitan
Ornithomimus
Pachyrhinosaurus
Dromeosáurido sin identificar
Hadrosáurido antártico sin identificar
Mamífero multituberculado sin identificar
Troodóntido sin identificar
Escarabajos, libélulas, mosquitos y larvas de mosca del mantillo

#### "Bosques"(Forests)
Atrociraptor
Austroposeidon
Carnotaurus
Corythoraptor
Edmontosaurus
Hatzegopteryx
Qianzhousaurus
Telmatosaurus
Therizinosaurus
Triceratops
Zalmoxes
Anquilosáurido sin identificar (posiblemente Anodontosaurus)
Saurópodo sin identificar (posiblemente Opisthocoelicaudia)
Titanosaurio sin identificar (posiblemente Paludititan)
Aves, abejas, escarabajos y hongos bioluminiscentes

### Temporada 2

#### "Islas"(Islands)
Adalatherium
Hatzegopteryx
Imperobator
Madtsoia
Majungasaurus
Masiakasaurus
Morrosaurus
Simosuchus
Tethyshadros
Zalmoxes
Mosasaurio sin identificar (posiblemente Mosasaurus o Prognathodon)
Nictosáurido sin identificar
Insectos, libélulas y arañas.

#### "Tierras yermas"(Badlands)
Corythoraptor
Isisaurus
Kuru kulla
Nemegtosaurus
Prenocephale
Rajasaurus
Tarbosaurus
Tarchia
Azdárquido indeterminado
Lagarto sin identificar
Titanosaurio indeterminado (icnofósil, identificado como "titanosaurio mongol")
Velocirraptorino indeterminado (identificado como Velociraptor)

#### "Pantanos"(Swamps)
Austroraptor
Beelzebufo
Edmontosaurus
Masiakasaurus
Pachycephalosaurus
Rapetosaurus
Shamosuchus
Triceratops
Tyrannosaurus rex
Azdárquido indeterminado
Pejelagarto indeterminado
Aves, lagartos, insectos, peces, moscas, escarabajos, mariposas y caballitos del diablo

#### "Océanos"(Oceans)
Baculites
Diplomoceras
Hesperornis
Morturneria
Mosasaurus
Nostoceras
Phosphorosaurus
Pyroraptor
Tuarangisaurus
Xiphactinus
Ammonites sin identificar
Peces linterna, corales, peces óseos, rayas, langostas, calamares y cangrejos

#### "Norteamérica"(North America)
Alamosaurus
Globidens
Nanuqsaurus
Ornithomimus
Pectinodon
Quetzalcoatlus
Sphenodiscus
Styginetta
Triceratops
Tyrannosaurus rex
Peces, corales y moscas de salmuera

## Recepción
El sitio web agregador de reseñas Rotten Tomatoes reportó una aprobación del 100 % con una calificación promedio de 8.4/10, según 30 reseñas. El consenso de los críticos del sitio web dice: "Al combinar efectos visuales de última generación con la narración igualmente inmersiva de David Attenborough, Prehistoric Planet trae maravillosamente a los espectadores a la era de los dinosaurios". En Metacritic, la serie tiene una puntuación media ponderada de 85 sobre 100, basada en 8 reseñas, lo que indica "aclamación universal".